# هندسة نجمية

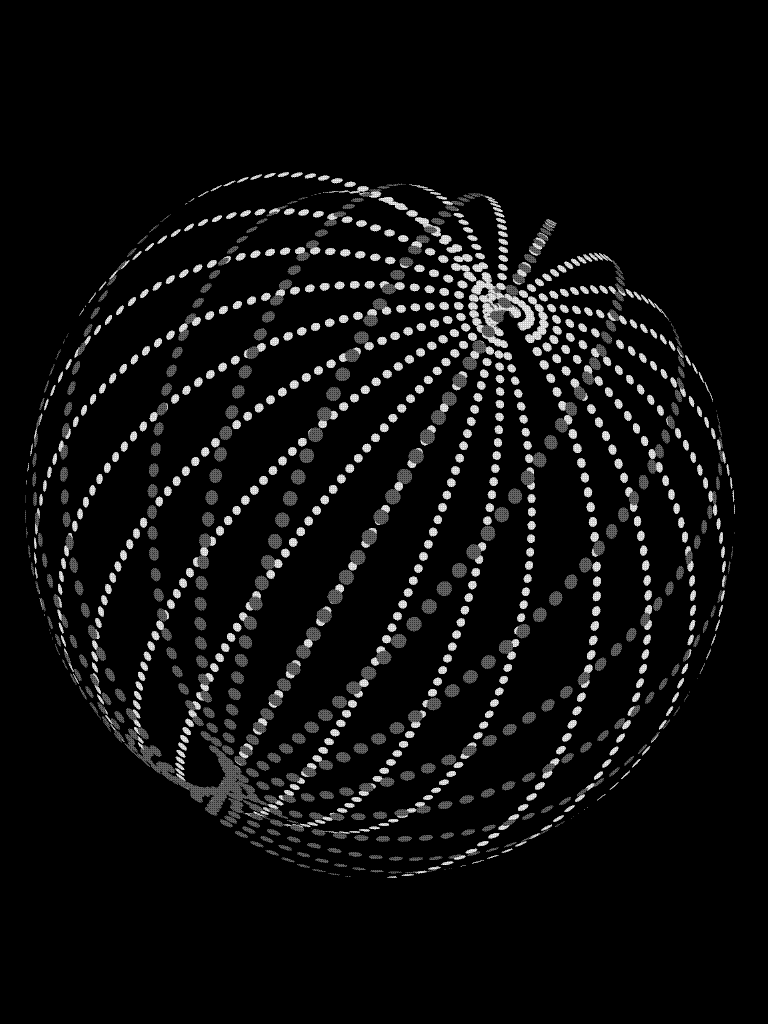

الهندسة النجمية هي نوع من الهندسة (حاليا شكل من أشكال الهندسة الاستكشافية) المعنية بإنشاء أو تعديل النجوم من خلال وسائل اصطناعية. في حين أن الإنسانية لا تمتلك بعد القدرة التكنولوجية لأداء أي نوع من الهندسة النجمية أو التلاعب النجمي (أو الإدارة)، التي تتطلب تقدم تكنولوجي أقل بكثير من أن تكون هناك حاجة إلى إنشاء نجم جديد، يمكن في نهاية المطاف أن يتم تأديتها من أجل تحقيق الاستقرار أو إطالة عمر النجم، تنقب فيه عن المواد المفيدة في العملية المعروفة باسم (عملية رفع النجم) أو استخدامها كمصدر مباشر للطاقة.عندما يصبح هناك حضارة متقدمة بما يكفي لتكون قادرة على تصنيع نجم جديد سيكون على الأرجح متعلق بالمادية وموارد الطاقة الضخمة الموجودة تحت تصرفها، فإنه يكاد يكون من المؤكد أنها لن تحتاج للقيام بذلك.

## في الخيال العلمي
استكشف العديد من كتاب الخيال العلمي التطبيقات الممكنة للهندسة الفلكية، من بينهم إيان M البنوك، لاري نيفن وآرثر سي كلارك.
في سلسلة جديدة من كتاب شمس جديد من قبل جين وولف، وسطوع الشمس Urth ويبدو أنه قد تم تخفيفه بوسائل اصطناعية.
في الموسم 3 (1989) حلقة «خذني إلى الزعيم الخاص بك» من الكرتون 1987 سلاحف النينجا، Krang، التقطيع، بيبوب وروكستيدي استخدام سيفون الشمسية لهدف نحو الشمس، وتخزين الطاقة الشمسية في بطاريات مدمجة، تجميد الأرض مما يجعلها باردة جدا للناس لمقاومتها.
في الحلقة 12 من الكون ستارغيت، أسقط القدر قبل الأوان من (فتل) التي أنشأها نجم مجهول والذي حدده طاقم السفينة أنه مصطنع ويقل عمره عن 200 مليون سنة مع كوكب بحجم الأرض يحتوي على المحيط الحيوي تماما مثل الأرض لكونها الكوكب الوحيد في النظام.
في (الطبيب من)، هناك سباق متقدم يعرف بوقت اللوردات، الذي من خلاله تم استخدام التلاعب النجمي المتقدم، وتحويل نجم قريب إلى ثقب أسود يمكن استخدامه لتوفير الطاقة لكوكبهم. والسفينة (تراديس)، الطبيب (أ المنشق سيد الوقت) الطائرات بنيت في الواقع حوله وبالتالي يحتوي النظام على نجم مصطنع، وتوفير الطاقة اللازمة للسفر عبر الزمان والمكان. واضاف «انها أكبرمن الداخل»
في اليراع (مسلسل تلفزيوني)، تم تعيينه بعد 500 سنة في المستقبل، العديد من عمالقة الغاز هي «الهيئة النجمية» لخلق شموس قابلة للكواكب والأقمار المحيطة بها.
في سلسلة إمبراطوريات الفضاء تسمى التكنولوجيا الأخيرة المتاحة للبحث عن التلاعب النجمي. بالإضافة إلى القدرة على خلق وتدمير النجوم، كما يعطي هذا الفرع سباق القدرة على خلق وتدمير الثقوب السوداء، الثقوب، والسدم والكواكب، (عوالم الحلقة) و (العوالم الفلكية المحيطة). فقط كما هو موضح أعلاه، هذه التكنولوجيا المتقدمة حتى أنه بمجرد أن لاعب لديه القدرة على استخدامها، وعادة لن يحتاجوها بعدالآن. هذا هو أكثر الحال مع آخر اثنين من الماضيين. بمجرد أن تكتمل واحدة من هذه البنايات العملاقة، سيكون لدى السباق المسيطر على (عالم الحلقة) أو (العوالم الفلكية المحيطة) موارد غير محدودة تقريبا، وعادة ما يؤدي إلى هزيمة الآخرين.
في ملحمة السبعة شموس، كيفن J. أندرسون،" البشر قادرون على تحويل الكواكب الغازية العملاقة إلى نجوم من خلال استخدام " الشعلة كليكس". هذا الجهاز يخلق ثقبا بين نقطتين في الفضاء، سامحا لنجم نيوتروني أن يتم إسقاطه في هذا الكوكب، وإشعال الاندماج النووي النجمي.